# 小泉东站
小泉东站位于甘肃省瓜州县，1958年6月10日开站,是兰新铁路的一个车站。距离兰州站1083公里，距上行车站柳园站16公里，距下行车站大泉站21公里。该站隶属乌鲁木齐铁路局，车站等级为五等站，主要办理列车的接发、会让和通过作业，摘挂列车的调车作业。于2012年10月19日因电气化改造关闭。

## 业务范围
- 客运：办理旅客乘降;行李、包裹托运；
- 货运：办理整车货物发到